# فيرنر كون (أستاذ جامعي)
فيرنر كون هو كيميائي سويسري، ولد في 6 فبراير 1899 في مور في سويسرا، وتوفي في 27 أغسطس 1963 في بازل في سويسرا.

## وصلات خارجية
- فيرنر كوهن على موقع الموسوعة البريطانية (الإنجليزية)